# 東亞擬附幹蘚
東亞擬附幹蘚（学名：Schwetschkeopsis fabronia）为碎米蘚科擬附幹蘚屬下的一个种。